# Alexander Alexandrowitsch Sawinski
Alexander Alexandrowitsch Sawinski (russisch Александр Александрович Савинский; * 1868 in Kaunas; † 1931 in London) war ein russischer Botschafter.

## Leben
Sawinskis Vater war Ladenbesitzer und Geschäftsmann. Sawinski studierte bis 1891  Rechtswissenschaft an der Universität von Sankt Petersburg und trat anschließend in den auswärtigen Dienst. Beim Militär war er beim Garderegiment zu Pferd eingesetzt. Von 1900 bis 1910 wurde er als Büroleiter und Zeremonienmeister der Außenminister Wladimir Nikolajewitsch Graf Lamsdorf und Alexander Petrowitsch Iswolski beschäftigt.
Reformen im Außenministerium gingen auf seine Initiative zurück, was ihn nicht beliebt machte.
Am 23. Januar 1912 unterzeichnete Sawinski für das russische Kaiserreich das Internationale Opium-Abkommen.
In seiner Amtszeit in Bulgarien regierte dort Wassil Radoslawow, dessen Politik gegenüber den Mittelmächten sowie dem osmanischen Reich freundlich und gegenüber dem russischen Kaiserreich feindlich war und der am 11. Oktober 1914 in den Ersten Weltkrieg eintrat.